# Felix Klein
Christian Felix Klein (25 tháng 4 năm 1849 – 22 tháng 6 năm 1925) là nhà toán học người Đức, được biết đến với những nghiên cứu của ông trong lý thuyết nhóm, lý thuyết hàm, hình học phi Euclid, và những nỗ lực liên kết giữa hai ngành hình học và lý thuyết nhóm. Năm 1872, ông đề xuất chương trình Erlangen với mục đích phân loại hình học theo các nhóm đối xứng của chúng, chương trình này đã có sự ảnh hưởng tổng hợp sâu rộng trong lĩnh vực toán học cho đến ngày nay.

## Đời sống

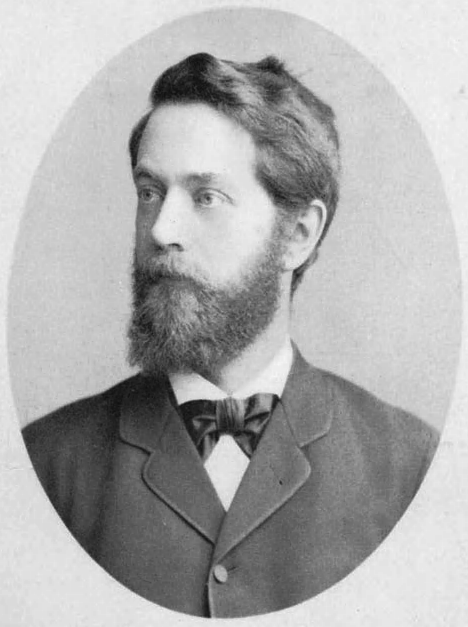
Ảnh Klein lúc còn đang ở Leipzig.

Felix Klein được sinh vào ngày 25 tháng 4 năm 1849 tại Düsseldorf, trong gia đình người Phổ. Bố của ông, Caspar Klein (1809–1889), làm thư ký tại một cơ quan chính phủ của Phổ tại tỉnh Rhine. Mẹ của ông là Sophie Elise Klein (1819–1890, née Kayser). Ông vào trường gymnasium tại Düsseldorf, sau đó học toán và vật lý tại đại học Bonn, 1865–1866, với ý định làm nhà vật lý học. Tại thời gian đó, Julius Plücker vừa là giáo sư dạy toán là giáo sư dạy môn vật lý thí nghiệm của Bonn, nhưng đến lúc Klein làm trợ lý của ông vào năm 1866 thì Plücker chủ yếu chỉ quan tâm đến hình học. Klein nhận bằng tiến sĩ dưới cố vấn của Plücker và từ đại học Bonn vào năm 1868.
Plücker mất vào năm 1868, để lại cuốn sách vẫn còn chưa xong về cơ sở của hình học đường. Bởi vậy Klein là người tiếp theo hoàn thành phần thứ hai trong cuốn Neue Geometrie des Raumes của Plücker, và do đó làm quen được với Alfred Clebsch, người mới chuyển đến Göttingen vào năm 1868. Klein thăm Clebsch ngay năm sau đó, cùng với những chuyến đi đến Berlin và Paris. Vào tháng 7 năm 1870, tức thời điểm ban đầu của chiến tranh Pháp–Phổ, ông vẫn còn đang ở Paris, và do đó buộc phải rời nước Pháp. Trong một khoảng thời gian ngắn, ông làm hộ lý trong quân đội Phổ trở khi được bổ nhiệm làm giảng viên tại Göttingen vào đầu năm 1871.
Erlangen chọn Klein làm giáo sư vào năm 1872, khi đó ông mới có 23 tuổi. Ông còn nhận được lời tán thành từ Clebsch, người coi ông là nhà toán học có khả năng trở thành thành nhà toán học vĩ đại nhất trong đời.Tuy nhiên, Klein không muốn tiếp tục ở Erlangen bởi chỉ còn rất ít học sinh, do vậy đã nhận chức giáo sư tại đại học Technische Hochschule München vào năm 1875. Tại đó ông và Alexander von Brill dạy các khóa nâng cao cho nhiều sinh viên tài năng, bao gồm Adolf Hurwitz, Walther von Dyck, Karl Rohn, Carl Runge, Max Planck, Luigi Bianchi, và Gregorio Ricci-Curbastro.
Vào năm 1875, Klein cưới Anne Hegel, cháu gái của nhà triết học Georg Wilhelm Friedrich Hegel.
Sau khi dành 5 năm tại trường đại học Technische Hochschule, Klein được bổ nhiệm ngồi ghế hình học tại Leipzig. Tại đó các đồng nghiệp của ông bao gồm Walther von Dyck, Rohn, Eduard Study và Friedrich Engel. Những năm Klein tại Leipzig, từ 1880 đến 1886, đã thay đổi đời sống của ông. Trong 1882, sức khỏe của ông sụt xuống nghiêm trọng; Trong 1883–1884, ông bị bệnh trầm cảm. Mặc dù vậy, ông vẫn tiếp tục nghiên cứu; Các công trình của ông trên các hàm sigma hyperelliptic được xuất bản giữa năm 1886 và 1888, được làm trong khoảng thời gian này.
Klein nhận chức giáo sư tại đại học Göttingen vào năm 1886. Kể từ đó cho đến khi nghỉ hưu năm 1913, ông quyết biến Göttingen thành trung tâm nghiên cứu toán học đứng đầu trong thế giới. Song, khi chuyển từ Leipzig sang Göttingen, ông không thể mang theo vai trò của mình là người đứng đầu của nhánh hình học. Ông dạy rất nhiều môn tại Göttingen, chủ yếu quan tâm đến cầu nối giữa toán học và vật lý, cụ thể hơn là cơ học và lý thuyết điện thế.
Cơ cấu nghiên cứu Klein thiết lập tại Göttingen trở thành mô hình cho các cơ cấu nghiên cứu nổi tiếng khác trên toàn thế giới. Ông giới thiệu nột số phương pháp mới như họp hàng tuần và tạo phòng đọc toán và thư viện toán học. Trong năm 1985, Klein tuyển thêm David Hilbert từ đại học Königsberg. Sự tuyển dụng này là một thành công lớn , bởi Hilbert tiếp tục làm tăng khả năng của Göttingen trong toán học cho đến lúc ông nghỉ hưu vào năm 1932.
Dưới tay của Klein, Mathematische Annalen trở thành một trong những tạp chí toán học tốt nhất trong thế giới. Được thành lập bởi Clebsch, nó nhanh chóng phát triển dưới sự quản lý của Klein, và không những cạnh tranh mà còn thậm chí hơn cả tạp chí Crelle's Journal của đại học Berlin. Klein lập ra một đội ngũ biên tập viên gặp nhau thường xuyên, và đưa ra lựa chọn theo tính dân chủ. Vào lúc đầu, tạp chí chủ yếu quan tâm đến giải tích phức, hình học đại số và lý thuyết bất biến. Nó cũng là một trong trong những tạp chí quan trọng cho giải tích thực và nhánh mới lý thuyết nhóm.
Trong 1893,  Klein được mời phát biểu tại đại hội toán học quốc tế được tổ chức ở Chicago là một phần của triển lãm quốc tế của Columbia. Nhờ công sức của Klein, Göttingen bắt đầu tiếp nhận phụ nữ cho môn toán học vào năm 1893. Ông cố vấn bằng tiến sĩ đầu tiên trong toán học của một người phụ nữ tại Göttingen, với tên Grace Chisholm Young, một học trò người Anh của Athur Cayley. Trong 1897, Klein trở thành thành viên nước ngoài của học viện nghệ thuật và khoa học hoàng gia của Hà Lan.
Quanh năm 1900, Klein bắt đầu để tâm đến giáo dục toán học tại các trường học. Vào năm 1905, ông đặt ra kết hoạch tiến cử việc dạy hình học giải tích, các nguyên tở cơ sở trong môn giải tích, và khái niệm hàm số trong trường trung học. Lời tiến cử này đã được thi hành rộng rãi trên thế giới.
Hội toán học Luân Đôn trao tặng Klein huy chương De Morgan vào năm 1893. Ông được bầu làm thành viên của hiệp hội hoàng gia vào năm 1885, và được tặng huy chương Copley vào năm 1912. Ông nghỉ hưu năm sau đó do cơ thể đã suy giảm, nhưng vẫn tiếp tục dạy toán tại nhà trong những năm sau đó.
Klein là một trong 99 người ký bản tuyên ngôn của 99, một văn kiện được viết ra để ủng hộ cho việc nước Đức xâm lược Bỉ vào giai đoạn đầu của chiến tranh thế giới thứ nhất.
Ông mất tại Göttingen vào năm 1925.

## Công trình
Luận án của Klein thảo luận về hình học đường và các ứng dụng của nó trong cơ học, và phân loại các phức hợp đường bậc hai sử dụng lý thuyết các phần tử chia sơ cấp của Weierstrass.
Khám phá quan trọng đầu tiên của Klein là vào năm 1870. Nhờ sự hợp tác của Sophus Lie, ông phát hiện ra các tính chất nền tảng của các đường tiệm cận trên mặt phẳng Kummer. Sau đó họ nghiên cứu các W-đường cong (các đường cong không thay đổi dưới tác động của nhóm các phép biến đổi xạ ảnh). Không những thế, Lie còn là người giới thiệu cho Klein khái niệm nhóm, sau này đóng vai trò quan trọng trong các công trình của ông. Klein cũng học về nhóm từ Camille Jordan.

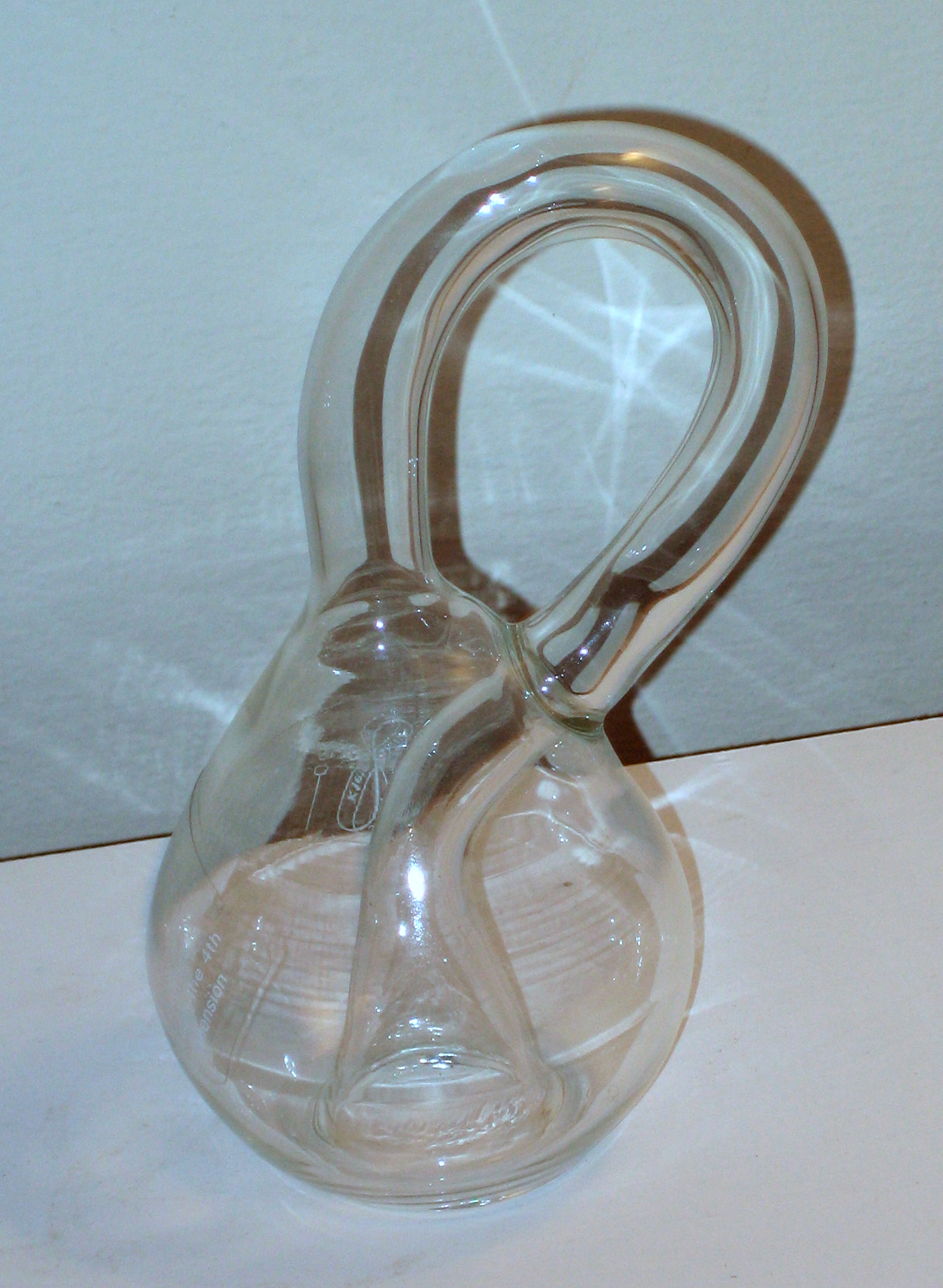
Chai Klein

Klein tìm ra "chai Klein", một mặt phẳng một bên đóng không thể nhúng trong trong không gian Euclid 3 chiều được, nhưng nó có thể được hình dung là một hình trụ trong đó một đầu tự kéo dài và nối với đầu còn lại từ "bên trong". Nó nhúng được trong không gian Euclid có số chiều lớn hơn 3. Khái niệm của chai Klein được xét là dải Mobius 3 chiều với một cách xây là dán hai cạnh của mặt Mobius lại với nhau.
Trong những năm 1890, Klein bắt đầu nghiên cứu vật lý toán học nhiều hơn, viết về con quay hồi chuyển cùng với Arnold Sommerfeld. Trong năm 1894, ông đưa ra ý tưởng về một cuốn bách khoa toàn thư của toán học và các ứng dụng của nó ,sau này trở thành Encyklopädie der mathematischen Wissenschaften.

### Chương trình Erlangen
Trong 1871, khi đang ở Göttingen, Klein khám phá ra nhiều tính chất quan trọng trong hình học. Ông xuất bản hai bài viết On the So-called Non-Euclidean Geometry, cho thấy rằng cả hai hình học Euclid và hình học phi Euclid đều có thể được coi là không gian mêtric bằng cách sử dụng mêtric Cayley-Klein. Hệ quả từ ý tưởng này là hình học phi Euclid có tính nhất quán khi và chỉ khi hình học Euclid cũng thế, và vì vậy đã kết thúc mọi tranh cãi về hình học phi Euclid lúc đó. Tuy nhiên, Arthur Cayley chưa bao giờ chấp nhận câu trả lời đó.
Bài viết tổng hợp về hình học của Klein coi hình học là việc nghiên cứu các tính chất của một không gian bất biến dưới nhóm các biến đổi, hay còn được gọi là chương trình Erlangen (1872), có ảnh hưởng mạnh mẽ cho sự tiến hóa của toán học. Chương trình này bắt nguồn từ bài giảng mở đầu của Klein tại Erlangen, mặc dù ông chưa bao giờ thực sự nói ra vào lúc bài giảng ban đầu.Chương trình này đề xuất một hệ thống thống nhất của hinh học nay đã được chấp thuận. Klein đã chứng minh rằng các tính chất cần thiết của một hình học cho trước có thể được biểu diễn bằng nhóm các phép biến đổi bảo toàn các tính chất đó. Do đó định nghĩa hình học của chương trình bao trùm cả hình học Euclid và hình học phi Euclid.

### Giải tích phức
Klein xem các công trình của ông trên giải tích phức là các cống hiến lớn nhất của ông cho toán học, đặc biệt là các bài viết trên:
- Mối liên hệ giữa một số ý tưởng của Riemann và lý thuyết bất biến;
- Lý thuyết số và đại số trừu tượng;
- Lý thuyết nhóm;
- Hình học nhiều hơn ba chiều và phương trình vi phân, đặc biệt là các phương trình ông phát minh ra, bao gồm các hàm modula elliptic và hàm tự đẳng cấu.

## Các bài viết được chọn
- 1882: Über Riemann's Theorie der Algebraischen Functionen und ihre Integrale JFM 14.0358.01
- e-text tại Dự án Gutenberg, also available from Cornell
- 1884:Vorlesungen über das Ikosaeder und die Auflösung der Gleichungen vom 5ten Grade
  - Bản dịch tiếng anh được thực hiện bởi G. G. Morrice (1888) Lectures on the Ikosahedron; and the Solution of Equations of the Fifth Degree qua Internet Archive
- 1886: Über hyperelliptische Sigmafunktionen Erster Aufsatz p. 323–356, Mathematische Annalen Bd. 27,
- 1888: Über hyperelliptische Sigmafunktionen Zweiter Aufsatz p. 357–387, Math. Annalen, Bd. 32,
- 1894: Über die hypergeometrische Funktion
- 1894: Über lineare Differentialgleichungen der 2. Ordnung
- 1897: (with Arnold Sommerfeld) Theorie des Kreisels (later volumes: 1898, 1903, 1910)
- 1890: (with Robert Fricke) Vorlesungen über die Theorie der elliptischen Modulfunktionen (2 volumes)[15] and 1892)
- 1894: Evanston Colloquium (1893) reported and published by Ziwet (New York, 1894)[16]
- Fricke, Robert; Klein, Felix (1897), Vorlesungen über die Theorie der automorphen Functionen. Erster Band; Die gruppentheoretischen Grundlagen (bằng tiếng Đức), Leipzig: B. G. Teubner, ISBN 978-1-4297-0551-6, JFM 28.0334.01[17] Zweiter Band. 1901.[17]
- 1901: Gauss' wissenschaftliches Tagebuch, 1796—1814. Mit Anmerkungen von Felix Klein[18]
- Fricke, Robert; Klein, Felix (1912), Vorlesungen über die Theorie der automorphen Functionen. Zweiter Band: Die funktionentheoretischen Ausführungen und die Anwendungen. 1. Lieferung: Engere Theorie der automorphen Funktionen (bằng tiếng Đức), Leipzig: B. G. Teubner., ISBN 978-1-4297-0552-3, JFM 32.0430.01
- 1897: Mathematical Theory of the Top (Princeton address, New York)[19]
- 1895: Vorträge über ausgewählte Fragen der Elementargeometrie[20]
  - 1897: English translation by W. W. Beman and D. E. Smith Famous Problems of Elementary Geometry via Internet Archive
- 1908: Elementarmathematik vom höheren Standpunkte aus (Leipzig)
- 1926: Vorlesungen über die Entwicklung der Mathematik im 19. Jahrhundert (2 Bände), Julius Springer Verlag, Berlin[21] & 1927. S. Felix Klein Vorlesungen über die Entwicklung der Mathematik im 19. Jahrhundert
- 1928: Vorlesungen über nichteuklidische Geometrie, Grundlehren der mathematischen Wissenschaften, Springer Verlag[22]
- 1933: Vorlesungen über die hypergeometrische Funktion, Grundlehren der mathematischen Wissenschaften, Springer Verlag